# Gonzalo de Sandoval
Gonzalo de Sandoval (Medellín, 1497 – Palos de la Frontera, 1528) fu un conquistador spagnolo della Nuova Spagna, e per breve tempo co-governatore della colonia mentre Hernán Cortés era lontano dalla capitale (dal 2 marzo 1527 al 22 agosto 1527).

## Arrivo in Nuova Spagna
Sandoval era il più giovane tenente di Cortés. Giunsero insieme in Nuova Spagna nel 1519. Dopo la sconfitta di Montezuma, Cortés lo mise a capo di Villa Rica de Vera Cruz come alguacil mayor. Fece imprigionare i messaggeri del Pánfilo de Narváez, che chiedevano la resa della città, mandandoli come prigionieri da Cortés. Nella successiva battaglia fu Sandoval a catturare Narváez.
Guidò l'avanguardia nella ritirata spagnola della Noche Triste del 1520. Condusse operazioni contro gli Aztechi da un posto chiamato Segura, nei pressi di Tepeaca. Rimase qui fino al termine della costruzione dei brigantini necessari per l'attacco via mare della capitale, quando andò a Tlaseala per dirigere il trasporto via terra.

## Assedio di Tenochtitlan
Lungo la strada gli fu ordinato di conquistare una città che gli spagnoli avevano chiamato poblado morisco (città mora) a Calpulalpa o Sultepec. La popolazione fuggì all'arrivo degli spagnoli. Sandoval trovò nascosti alcuni cavalli impiccati in un tempio (gli indiani non avevano cavalli). In un altro tempio trovarono l'iscrizione: "Qui fu imprigionato lo sventurato Juan Yuste, con molti altri che erano in mia compagnia". Yuste era uno dei soldati giunti con Narváez. Sandoval distrusse la città, per poi tornare al suo compito di portare i vascelli a Tenochtitlán per l'attacco.

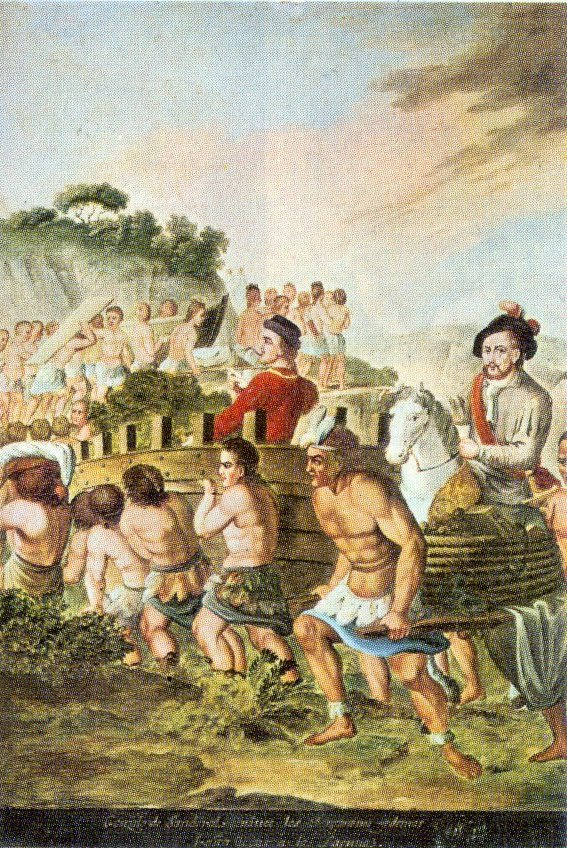
Gonzalo de Sandoval supervisiona il trasporto dei brigantini

Durante l'assedio occupò la parte orientale. Nel corso del primo assalto aiutò Pedro de Alvarado nel tentativo di conquistare la piazza del mercato. Uno degli uomini che comandava, García Holguín, a capo di uno dei brigantini durante l'assalto a Tenochtitlan, catturò il Tlatoani Cuauhtémoc. Holguín e Sandoval lo portarono da Cortés.

## Dopo la caduta di Tenochtitlan
Nel dicembre del 1521 Sandoval incontrò Cristóbal de Tapia, inviato dalla corona di Spagna per prendere il posto di Cortes, e durante un consiglio di ufficiali riuscì ad ottenere un rinvio.
Divenne padrino di uno dei nobili di Tlaxcala, Citlalpopocatzin, il quale prese il nome di battesimo di Bartolomé.
In seguito fu inviato nella regione di Coatzacoalcos, dove mise pace fra Huatusco, Tuxtepec ed Oaxaca. Fondò anche la città di Medellín a Tatatetelco, nei pressi di Huatusco ed a sud dell'odierna Veracruz; completò il processo di pacificazione di Coatzacoalcos; fondò sul Pacifico il porto di Espíritu Santo; usò il miglior villaggio (Guaspaltepeque) come sua proprietà; e consolidò il giogo su Centla, Chinantla e Tabasco. A Pánuco, sedò un'insurrezione indigena. Nel 1521 mandò 200 pesos di oro al padre in Spagna.

## La fondazione di Colima
Dopo che Juan Rodríguez de Villafuerte fu sconfitto dagli indigeni nella valle del Tecomán (nell'attuale stato di Colima) nel 1522, Cortés vi mandò Gonzalo de Sandoval con l'ordine di conquistare il territorio fondando una nuova città. Nella città indiana di Caxitlán, sulla costa, Sandoval fondò la città di Colima il 25 luglio 1523. Istituì anche il governo cittadino, terzo più antico della Nuova Spagna. In seguito, nel 1527, Francisco Cortés de San Buenaventura spostò la città dove si trova anche oggi, dandogli il nome di San Sebastián de Colima.

## In Honduras
Era con Cortés in Honduras nel 1524, dove divenne alguacil e gli furono concesse alcune encomienda, come quella di Xacona. Al suo ritorno dalla prima spedizione fu nominato justicia mayor della Nuova Spagna. Prese il posto di Marcos de Aguilar nel consiglio governativo in della colonia il 2 marzo 1527, e vi rimase fino al 22 agosto 1527.

## Ritorno in Spagna
A metà aprile dell'anno seguente lasciò la Nuova Spagna con Cortés per tornare in madre patria. Si ammalò in modo grave durante il viaggio di ritorno. Dopo il suo arrivo in Spagna alcuni approfittarono della sua malattia rubandogli i 13 lingotti d'oro che costituivano la sua fortuna. Morì poco dopo l'arrivo, e fu sepolto nel convento di Rábida. Non lasciando eredi legittimi, i suoi beni passarono ai genitori ed alla nipote Saavedra.

## Analisi del personaggio
Bernal Díaz del Castillo, suo compagno in battaglia, scrisse che era un buon giudice ed amministratore, oltre ad essere un ottimo soldato. Vázquez de Tapia disse che spesso bestemmiava, usando invano i nomi di Dio e della Vergine Maria, maledendo la Divina Provvidenza ed affermando di non credere in Dio.
Díaz del Castillo disse anche di lui: